# Aire urbaine du Creusot
L'aire urbaine du Creusot est une aire urbaine française centrée sur la ville du Creusot.

## Caractéristiques
D'après la définition qu'en donne l'INSEE, l'aire urbaine du Creusot est composée de 13 communes, situées en Saône-et-Loire. Ses 38 117 habitants font d'elle la 153e aire urbaine de France.
6 communes de l'aire urbaine sont des pôles urbains.
Le tableau suivant détaille la répartition de l'aire urbaine sur le département (les pourcentages s'entendent en proportion du département) :
| Département    | Communes | Communes (%) | Superficie (km²) | Superficie (%) | Population (2012) | Population (%) |
| -------------- | -------- | ------------ | ---------------- | -------------- | ----------------- | -------------- |
| Saône-et-Loire | 11       | 1,9          | 223,9            | 2,6            | 38 117            | 6,8            |

L'aire urbaine du Creusot est rattachée à l'espace urbain Est.

## Communes
Voici la liste des communes françaises de l'aire urbaine du Creusot.
| Code INSEE | Commune                      | Type                  | Département    | Superficie (km²) | Population (2012) | Densité (hab./km²) |
| ---------- | ---------------------------- | --------------------- | -------------- | ---------------- | ----------------- | ------------------ |
| 71059      | Le Breuil                    | Pôle urbain           | Saône-et-Loire | +0028,8          | +0 0003 600,      | +00125,            |
| 71153      | Le Creusot                   | Pôle urbain           | Saône-et-Loire | +0018,11         | +00022 574,       | +01 246,           |
| 71191      | Essertenne                   | Commune monopolarisée | Saône-et-Loire | +0012,82         | +00 000453,       | +00035,            |
| 71282      | Marmagne                     | Commune monopolarisée | Saône-et-Loire | +0032,26         | +0 0001 248,      | +00039,            |
| 71309      | Montcenis                    | Pôle urbain           | Saône-et-Loire | +0012,33         | +0 0002 201,      | +00179,            |
| 71347      | Perreuil                     | Commune monopolarisée | Saône-et-Loire | +0009,16         | +00 000528,       | +00058,            |
| 71413      | Saint-Firmin                 | Pôle urbain           | Saône-et-Loire | +0015,77         | +00 000812,       | +00051,            |
| 71468      | Saint-Pierre-de-Varennes     | Commune monopolarisée | Saône-et-Loire | +0023,08         | +00 000834,       | +00036,            |
| 71479      | Saint-Sernin-du-Bois         | Pôle urbain           | Saône-et-Loire | +0014,67         | +0 0001 845,      | +00126,            |
| 71482      | Saint-Symphorien-de-Marmagne | Commune monopolarisée | Saône-et-Loire | +0037,31         | +00 000853,       | +00023,            |
| 71540      | Torcy                        | Pôle urbain           | Saône-et-Loire | +0019,62         | +0 0003 169,      | +00162,            |
|            | Total                        |                       |                | 223,9            | +00038 117,       | +00170,            |